# Вишнёвое (Фёдоровский район)
Вишнёвое (каз. Вишнёвый) — село в Фёдоровском районе Костанайской области Казахстана. Административный центр Вишнёвого сельского округа. Код КАТО — 396837100.

## География
Село Вишнёвое является центром Вишнёвого сельского округа, куда помимо него, входят сёла Уйское, Балыкты, Белояровка, Усаковка.
Расположено в лесостепной зоне, на берегу озера Сарыкопа. Климат — резко континентальный, с морозной малоснежной зимой и жарким летом.

## История
На исходе зимы 1954 года на берег озера Сарыколь прибыл отряд целинников во главе с первым директором совхоза «Минский» Георгием Васильевичем Мазонко. Позже прибыло ещё 350 человек, в основном минчан — отсюда и новое название хозяйства. Появились дома, улицы, производственные и социально-культурные объекты. На базе совхоза образован Вишнёвый сельский совет, с административным центром в селе Вишнёвое. К 1990-му году население Вишнёвого приближалось к тысяче человек.

## Население
В 1999 году население села составляло 778 человек (360 мужчин и 418 женщин). По данным переписи 2009 года, в селе проживал 581 человек (278 мужчин и 303 женщины). По данным переписи 2021 года, в селе проживали 339 человек (181 мужчина и 158 женщин).

## Социальная сфера
Государственные учреждения и предприятия на территории села:
- Администрация: ГУ «Аппарат акима Вишнёвого сельского округа».
- Образование: ГУ «Минская основная школа».
- Медицина: ГУ «Минская врачебная амбулатория».
- Сельское хозяйство: ТОО «Абайское».
- Почта: Почтовое отделение АО «КАЗПОЧТА».

## Галерея
| - Село Вишнёвое. Здание Вишнёвого сельсовета |